# Калининский (Калмыкия)
Калининский — посёлок в Черноземельском районе Калмыкии, в составе Прикумского сельского муниципального образования.
ОКАТО: 85242825003, ОКТМО: 85642425106

## География
Посёлок расположен в 5,5 км к юго-западу от посёлка Прикумский.

## История
Дата основания населённого пункта не установлена. Впервые обозначен на топографической карте 1984 года. Предположительно основан во второй половине XX века.

## Население
| 2002 | 2010 |
| ---- | ---- |
| 100  | ↘33  |

Национальный состав
Согласно результатам переписи 2002 года большинство населения посёлка составляли андийцы (60 %)